# 남천사
남천사(藍川祠)은 대한민국 전북특별자치도 정읍시에 있는, 조선 중기 문신인 손홍록과 안의 선생의 위패를 모신 사당이다. 2000년 6월 23일 전북특별자치도의 문화재자료 제154호로 지정되었다.

## 개요
남천사는 조선시대 유학자인 김후진(金後進), 안의(安義), 손홍록(孫弘祿), 김만정(金萬挺) 등의 위패를 모시고 제사지내는 곳이다. 안의와 손홍록은 임진왜란때 전주사고의 조선왕조실록과 경기전의 태조 영정을 내장산으로 옮겨 조선왕조 역사기록 단절을 막는데 큰 공을 세운 인물이다. 김후진은 향리에서 학문을 장려하였고 임진왜란에 장성남문(長城南門)에서 창의하여 공을 세우고 군자감 직장(軍資監 直長)의 벼슬을 받았다. 남천사는 이들의 뜻을 기리고자 숙종 2년(1676년)에 처음 세웠으나 고종5년(1868년) 정부의 서원철폐령에 따라 헐렸다. 그 후 1926년에 다시 세우고 김두현(金斗鉉)의 위패를 추가로 모셨다.

## 배향 인물
- 김후진
- 안의
- 손홍록
- 김만정
- 김두현

## 참고 자료
- 남천사 - 국가유산청 국가유산포털